# Vitellariopsis
Vitellariopsis – rodzaj roślin z rodziny sączyńcowatych obejmujący 5 gatunków. Przedstawiciele rodzaju występują w tropikalnej i południowej Afryce wschodniej.

## Morfologia
Do rodziny należą gatunki krzewiaste i drzewiaste, których liście skupiają się na końcach pędów. Kwiaty wyrastają z kątów liści. Kielich składa się z dwóch okółków liczących po 4 działki. Korona kwiatu tworzona jest z czterech głęboko trójklapowych płatków. Prątniczki wyrastające przemiennie wobec pręcików zrośnięte są z nimi w stożek. Owocem jest jednonasienna jagoda.

## Systematyka
Pozycja systematyczna według APweb (aktualizowany system APG III z 2009)
Rodzaj z plemienia Sapoteae z podrodziny Sapotoideae w obrębie sączyńcowatych.

Do rodzaju zaliczane są gatunki:
- Vitellariopsis cuneata (Engl.) Aubrév.
- Vitellariopsis dispar (N.E.Br.) Aubrév.
- Vitellariopsis ferruginea Kupicha
- Vitellariopsis kirkii (Baker) Dubard
- Vitellariopsis marginata (N.E.Br.) Aubrév.